# Венґуй
Венґуй (пол. Węgój, нім. Wengoyen) — село в Польщі, у гміні Біскупець Ольштинського повіту Вармінсько-Мазурського воєводства.
Населення — 333 особи (2011).
У 1975-1998 роках село належало до Ольштинського воєводства.

## Демографія
Демографічна структура станом на 31 березня 2011 року:
|          | Загалом | Допрацездатний вік | Працездатний вік | Постпрацездатний вік |
| -------- | ------- | ------------------ | ---------------- | -------------------- |
| Чоловіки | 174     | 35                 | 123              | 16                   |
| Жінки    | 159     | 27                 | 98               | 34                   |
| Разом    | 333     | 62                 | 221              | 50                   |